# John F. Kennedy International Airport
John F. Kennedy International Airport of kortweg JFK Airport (IATA: JFK, ICAO: KJFK), vroeger Idlewild Airport en New York International Airport geheten, is de belangrijkste internationale luchthaven in de stad New York in de Verenigde Staten. Er zijn ook binnenlandse vluchten, vooral langs de Amerikaanse westkust. Het ligt in Jamaica, in het stadsdeel Queens, op het eiland Long Island. JFK Airport wordt beheerd door de Port Authority of New York and New Jersey, die naast zeehavens ook LaGuardia Airport, Newark Liberty International Airport, en Teterboro Airport beheert.

## Geschiedenis

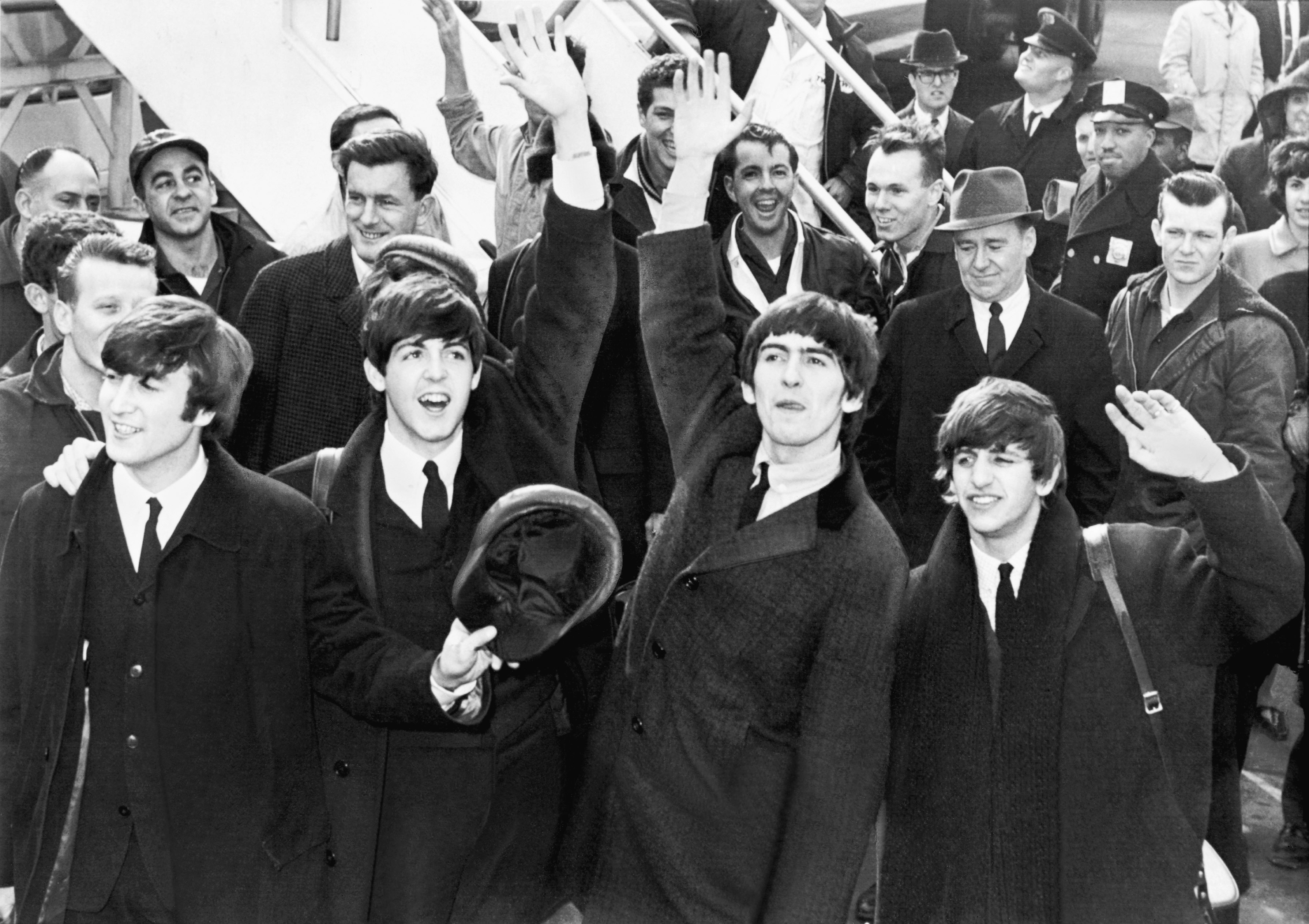
The Beatles op John F. Kennedy International Airport

De bouw van de luchthaven begon in 1942 op het terrein van de toenmalige Idlewild-golfbaan. Daarom heette het vliegveld aanvankelijk "Idlewild Airport". In 1942 dacht men dat 4 km² meer dan genoeg zou zijn voor het vliegveld, maar al snel moest het terrein tot 20 km² worden uitgebreid om het groeiende aantal passagiers en vluchten te kunnen verwerken.
De eerste commerciële vlucht vond plaats op 1 juli 1948. Op 31 juli van hetzelfde jaar werd de naam van de luchthaven veranderd in New York International Airport, maar het publiek bleef het gewoon "Idlewild" noemen. De IATA code was toen nog IDL.
De luchthaven veranderde opnieuw van naam op 24 december 1963, toen het officieel John F. Kennedy International Airport genoemd werd, ter nagedachtenis van president John F. Kennedy die vermoord was op 22 november van dat jaar. Ook werd toen de IATA code veranderd in JFK.
The Beatles landden in 1964 er voor hun eerste bezoek aan de Verenigde Staten, wat een historisch moment was voor de muziek en de luchthaven.
Air France en British Airways vlogen een supersonische lijndienst met de Concorde van JFK naar Parijs en Londen Heathrow tussen 1975 en 2003, toen de Concorde door beide luchtvaartmaatschappijen buiten dienst werd gesteld. JFK heeft meer supersonische vluchten per jaar verwerkt dan enige andere luchthaven in de wereld.
In 2000 vestigde JetBlue Airways zijn hoofdkantoor op JFK Airport. Het aandeel van binnenlandse vluchten is hierdoor toegenomen.

## Terminals

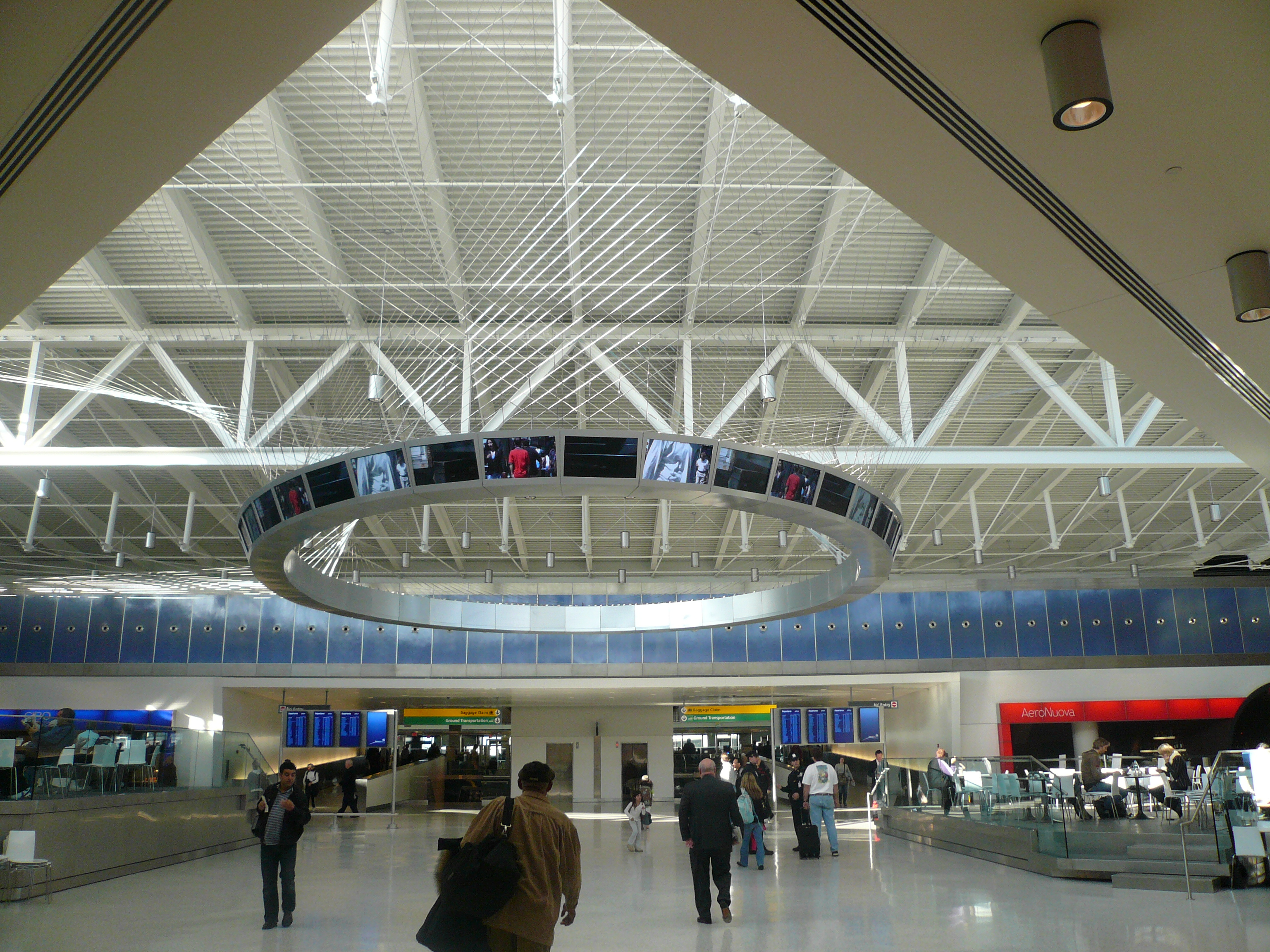
Terminal 5

Van 1947 tot 1957 was er maar één terminalgebouw. In 1957 werd er een internationale terminal bijgebouwd. Daarna bouwden verscheidene luchtvaartmaatschappijen hun eigen terminalgebouwen. De Schiphol Group heeft via "Schiphol USA" belangen in Terminal 4. Met ondersteuning van de Schiphol Group is de oude Terminal 4 tot 2001 ingrijpend verbouwd en vernieuwd.
Anno 2015 staan er negen terminalgebouwen, waaronder de in 1962 geopende Trans World Airlines (TWA)-terminal (Terminal 5), die werd ontworpen door de beroemde Finse architect Eero Saarinen. Nadat TWA in 2001 was overgenomen door American Airlines werd het terminalgebouw buiten bedrijf gesteld. JetBlue Airways en de Port Authority of New York and New Jersey financierden rond Terminal 5 de aanleg van 26 nieuwe gates en JetBlue nam de terminal in gebruik in 2008. De gates zijn verbonden met het centrale gebouw van Saarinen via de originele vertrek-aankomstbuizen voor passagiers die het gebouw met de afgelegen gates verbonden. De oorspronkelijke Saarinen terminal, ook wel bekend als het hoofdgebouw, werd omgebouwd tot het TWA Hotel met meer dan 500 kamers en conferentieruimtes en werd in 2019 geopend. In 2023 werd Terminal 2 gesloten en gesloopt.
In 2017 werden ingrijpende plannen bekendgemaakt. Diverse terminals worden gemoderniseerd en de infrastructuur voor de aan- en afvoer van passagiers over land wordt aangepast. Het hele programma vergt een investering van US$ 19 miljard, waarvan US$ 15 miljard voor de terminals. In 2021 begonnen de werkzaamheden bij Terminal 4, hier zijn 10 nieuwe gates toegevoegd en dit project werd in 2024 afgerond. In 2022 begon de bouw voor de nieuwe Terminal 1, hier komen 23 gates en de opening wordt in 2026 verwacht. Met een investering van US$ 9,5 miljard is dit het duurste project. In november 2022 begon de verbouwing van Terminal 8. De verbouwing van Terminal 6 begon in februari 2023 waarbij Terminal 7 verdwijnt en de vrijgekomen ruimte wordt bij de nieuwe Terminal 6 gevoegd. De luchthavenbeheerder heeft de lange termijn ambitie om de capaciteit uit te breiden naar 100 miljoen passagiers in 2050.
Op 17 december 2003 werd de AirTrain JFK in bedrijf genomen, een computerbestuurde trein die alle terminals aandoet en verbindingen biedt met stations van de metro van New York en de Long Island Rail Road in Howard Beach en Jamaica Station in Queens.

## Statistieken
In 2024 waren er bijna 470.000 vliegtuigbewegingen, hiervan was het aandeel binnenlandse vluchten 266.000 (56%). Er maakten 63,3 miljoen passagiers gebruik van de luchthaven. Hiervan vlogen er 35,3 miljoen van en naar het buitenland.
| Jaar | Passagiers | Vliegtuig- bewegingen |
| ---- | ---------- | --------------------- |
| 2000 | 32.856.220 |                       |
| 2005 | 40.891.911 |                       |
| 2010 | 46.515.060 |                       |
| 2015 | 56.884.730 | 439.301               |
| 2016 | 59.103.472 | 452.407               |
| 2017 | 59.488.982 | 448.331               |
| 2018 | 61.636.235 | 455.495               |
| 2019 | 62.571.463 | 456.179               |
| 2020 | 16.630.642 | 199.767               |
| 2021 | 30.788.322 | 290.365               |
| 2022 | 55.287.711 | 448.341               |
| 2023 | 62.464.331 | 479.026               |
| 2024 | 63.265.984 | 468.570               |

## Langste lijnvlucht
Sinds 9 november 2020 is de langste actieve lijnvlucht van passagiers op grote afstand de vluchten SQ23/SQ24 van Singapore Airlines met een Airbus A350-900ULR tussen de internationale luchthaven Changi in Singapore en JFK. De afstand tussen beide luchthavens in rechte lijn is 15.349 kilometer. SQ23 vertrekkend in New York heeft een gemiddelde vluchttijd van 18 uur en 27 minuten. De vlucht vanuit Singapore, SQ24, tikt gemiddeld af op 18 uur en 10 minuten.

## Films waarin JFK Airport een rol speelt
- Goodfellas (1990) (als Idlewild Airport)
- Final Destination (2000)
- Catch Me If You Can (2002)
- The Terminal (2004)
- Taxi (2004)